# 朝鮮人民軍陸軍
朝鮮人民軍陸軍（ちょうせんじんみんぐんりくぐん、朝鮮語: 조선인민군 륙군）は、朝鮮民主主義人民共和国の軍事組織である朝鮮人民軍が保有する陸軍である。1947年に創設された。

## 概要
朝鮮人民軍の主力を担う存在であり、常備兵力は95万人と大規模である。しかし、装備の近代化に遅れがあり、主に冷戦時代にソビエト連邦や中華人民共和国などが生産した兵器が大半を占めている。

## 組織・部隊編成
陸軍は15個の軍団で構成されている。軍団の内訳は、前後方軍団9個、機械化軍団2個、国境警備司令部、ミサイル指導局、軽歩兵教導指導局、平壌防御司令部などである。しかし、現在はどれほどの部隊が動くのかは不明であり、経済制裁により満足に稼働しない部隊もあると推測される。

### 前後方軍団

#### 前方地域
- 第1軍団
  - 第?軽歩兵旅団
  - 第61偵察旅団
- 第2軍団
  - 第?軽歩兵旅団
  - 第?軽歩兵旅団
  - 第32軽歩兵旅団
  - 第62偵察旅団
- 第5軍団
  - 第63軽歩兵旅団
  - 第75軽歩兵旅団
  - 第80軽歩兵旅団

#### 後方地域
- 第3軍団
  - 第?空挺軽歩兵旅団
  - 第38空挺軽歩兵旅団
- 第4軍団
  - 第?軽歩兵旅団
  - 第?軽歩兵旅団
  - 第60偵察旅団
  - 第?両用戦軽歩兵旅団
- 第6軍団
  - 第43空挺軽歩兵旅団
- 第7軍団
  - 第?軽歩兵旅団
  - 第87空挺軽歩兵旅団
  - 第?両用戦軽歩兵旅団
  - 第?諸兵科連合旅団
  - 第?諸兵科連合旅団
  - 第?諸兵科連合旅団
  - 第?諸兵科連合旅団
  - 第?諸兵科連合旅団
- 第8軍団
  - 第?空挺軽歩兵旅団
  - 第?空挺軽歩兵旅団
  - 第?両用戦軽歩兵旅団
- 第9軍団
  - 第16空挺軽歩兵旅団
  - 第17空挺軽歩兵旅団

## 装備
殆どはソビエト連邦や中華人民共和国から購入した第1世代から第2.5世代の兵器で老朽化が問題である。